# Pessoal do Ceará
Pessoal do Ceará foi o termo pelo qual ficou conhecida uma série de jovens artistas do Ceará que despontaram, no início dos anos 1970, no cenário cultural brasileiro, dando origem a um dos mais importantes movimentos da música contemporânea do Brasil. Influenciados pelo filósofo Augusto Pontes, participaram do Pessoal do Ceará artistas como Amelinha Belchior, Fagner, Fausto Nilo, Ednardo, Rodger Rogério e Téti.  
O movimento surgiu após se formar no Ceará um grupo de artistas e intelectuais que pensavam, criavam, recriavam todas as questões que inquietavam o país na época. Entre seus integrantes existiam filósofos, físicos, químicos, arquitetos, músicos, poetas, cantores e atores.
O marco deste movimento aconteceu em 1972, quando a gravadora Continental lançou o disco Pessoal do Ceará – Meu Corpo Minha Embalagem Todo Gasto na Viagem, que introduziu novos compositores cearenses no mercado fonográfico.
Segundo o pesquisador Pedro Rogério, "a ideia de criar o "Pessoal do Ceará" partiu de Augusto Pontes, tendo como base os movimentos Tropicália e Clube da Esquina. Desta forma, o "Pessoal do Ceará" encontra-se inserido no contexto sociocultural dos movimentos musicais daquela época, marcado pela atmosfera dos festivais e pelo engajamento político".

## Histórico
Conforme conta Rodger Rogério, cantor e compositor cearense, em 1971 houve o IV Festival Universitário, e o cantor Belchior ganhou o primeiro lugar do festival com a com a música "Hora do Almoço". A vitória do Belchior mostrou ao Brasil, e ao próprio Ceará, que a música cearense concorria com a nacional.
Ainda segundo relata, anos depois,  Rodger, ele e Belchior, se reencontraram em SP e foram convidados a fazer um programa de entrevistas na TV Cultura, chamado "Proposta", que contava ainda com Ednardo e Téti. Semanalmente, os quatro eram provocados a compor e apresentar durante as gravações canções que estivessem ligadas ao assunto abordado com o entrevistado. Um dos entrevistados do programa foi o produtor musical Walter Silva, que quis produzir um disco com eles. Assim nasceu o LP Pessoal do Ceará – Meu Corpo Minha Embalagem Todo Gasto na Viagem. Belchior e Fagner não entraram no disco porque já tinham projetos solos encaminhados.